# Michaił Szumiłow
Michaił Stiepanowicz Szumiłow, ros. Михаил Степанович Шумилов (ur. 5 listopada?/17 listopada 1895, zm. 28 czerwca 1975 w Moskwie) – radziecki wojskowy, generał pułkownik, Bohater Związku Radzieckiego.

## Życiorys
Urodził się we wsi Wierchnaja Tiecza w obwodzie kurgańskim.
W 1916 roku powołany do armii rosyjskiej, gdzie ukończył Czugujewską Szkołę Piechoty, chorąży. Brał udział w I wojnie światowej na Froncie Zachodnim jako młodszy oficer 32 Kremenczuckiego pułku piechoty.
W 1917 roku wstąpił do Czerwonej Gwardii, a od 1918 roku wstąpił do Armii Czerwonej. Brał udział w walkach na Froncie Wschodnim i Froncie Południowym, był kolejno dowódcą plutonu, kompanii i pułku. W 1919 roku został dowódcą 85 Samodzielnej Brygady Strzeleckiej, która jako pierwsza przekroczyła Siwasz i wzięła udział w szturmie Perekopu bronionego przez oddziały generała Wrangla.
Po zakończeniu wojny domowej był dowódcą batalionu, a następnie po ukończeniu Wyższego Kursu dla dowódców i komisarzy politycznych w 1924 roku został szefem sztabu pułku strzeleckiego. W 1929 roku ukończył Kurs Doskonalący Strzelecko-Taktyczny dla dowódców Armii Czerwonej „Wystrieł” i został dowódcą oraz równocześnie komisarzem pułku strzeleckiego. W 1933 roku został szefem sztabu dywizji strzeleckiej, a w 1937 roku dowódcą dywizji strzeleckiej.
W latach 1937–1938 był doradcą wojskowym wojsk republikańskich w czasie wojny domowej w Hiszpanii.
W kwietniu 1938 roku został dowódcą 11 Korpusu Strzeleckiego w Białoruskim Specjalnym Okręgu Wojskowym i 17 września 1939 jako dowódca tego korpusu uczestniczył w aneksji Zachodniej Białorusi (agresji na Polskę). Następnie uczestniczył w wojnie radziecko-fińskiej, tzw. „zimowej”. Po jej zakończeniu korpus pozostał w Nadbałtyckim Specjalnym Okręgu Wojskowym.
Po ataku Niemiec na ZSRR nadal był dowódcą korpusu, brał udział w walkach na terenie Łotwy i Estonii. W sierpniu 1941 roku został zastępcą dowódcy 55 Armii broniącej od południa Leningradu. W listopadzie 1941 roku został odwołany ze stanowiska i do stycznia 1942 roku był w dyspozycji Głównego Wydziału Kadr Ludowego Komisariatu Obrony.
W styczniu 1942 roku został zastępcą dowódcy 21 Armii wchodzącej w skład Frontu Południowo-Zachodniego. Na tym stanowisku uczestniczył w operacji charkowskiej, w której wyróżnił się jako dowódca.
W sierpniu 1942 roku został dowódcą 64 Armii. Jako jej dowódca uczestniczył w bitwie pod Stalingradem. Za zasługi w czasie tej bitwy 64 Armia w dniu 16 kwietnia 1943 roku została przemianowana na 7 Gwardyjską Armię.
Następnie jego armia uczestniczyła w bitwie kurskiej, forsowaniu Dniepru.
26 października 1943 roku został wyróżniony tytułem Bohatera Związku Radzieckiego za umiejętne dowodzenie i osobiste męstwo w czasie forsowania Dniepru.
Następnie armia pod jego dowództwem brała udział w walkach w składzie 2 Frontu Ukraińskiego w operacji jassko-kiszyniowskiej, debreczyńskiej, bratysławsko-brneńskiej i praskiej.
Po zakończeniu wojny do 1947 roku dowodził 7 Gwardyjską Armią. W 1948 roku ukończył Wyższy Kurs Akademicki przy Wyższej Akademii Wojskowej im. Woroszyłowa, a następnie został dowódcą Białomorskiego Okręgu Wojskowego i od 1949 roku Woroneskiego Okręgu Wojskowego (do 1955).
W 1956 roku został przeniesiony do rezerwy. W 1958 roku ponownie powołany do wojska i wcielony do grupy generalnych inspektorów Ministerstwa Obrony ZSRR.
Zmarł w Moskwie, pochowany został na cmentarzu wojennym na Kurhanie Mamaja.

## Awanse
- kombrig (15 czerwca 1937)
- komdiw (4 listopada 1939)
- generał major (4 czerwca 1941)[a]
- generał porucznik (31 grudnia 1942)
- generał pułkownik (20 października 1943)

## Odznaczenia
- Złota Gwiazda Bohatera Związku Radzieckiego (26.10.1943)
- Order Lenina (trzykrotnie)
- Order Czerwonego Sztandaru (czterokrotnie)
- Order Suworowa kl. I (dwukrotnie)
- Order Kutuzowa kl. I
- Order Czerwonej Gwiazdy
- Order „Za służbę Ojczyźnie w Siłach Zbrojnych ZSRR” kl. III